# 架神恭介
架神 恭介（かがみ きょうすけ、1980年3月28日 - ）は、日本の作家、漫画原作者、ゲームデザイナー。

## 来歴
広島県出身。早稲田大学第一文学部を卒業。ヴィジュアル系研究会の出身で、フェチ系アダルトビデオのパロディ作品「広辞苑の女」で耳目を集め、Webサイト「完全パンクマニュアル」の書籍化により作家デビューを果たす。その後、音楽からマキャヴェリズム、宗教書など多くの分野で本を執筆している。またケータイ小説も執筆する。自らが構築したテーブルトークRPG、「戦闘破壊学園ダンゲロス」の小説を執筆し、講談社BOX新人賞POWESにて受賞。小説家としてもデビューした。
至道流星が立ち上げた小説投稿サイト「トークメーカー」におけるオンライン座談会の定期開催やごとう隼平と共同でオンラインサロン「マンガ新連載研究会」の経営も行っており、架神の活動は多岐にわたって行っている。

## 受賞歴
- 第3回講談社BOX新人賞“Powers”Talents賞「戦闘破壊学園ダンゲロス」

## 主な作品

### 実用書
- 完全パンクマニュアル はじめてのセックスピストルズ（共著：辰巳一世、2005年1月発売、シンコーミュージック・エンタテイメント、ISBN 978-4-401-61902-3）
- 完全覇道マニュアル はじめてのマキャベリズム（共著：辰巳一世、君主論太郎、2006年3月発売、シンコーミュージック・エンタテイメント、ISBN 978-4-401-61997-9）
- 完全HIP HOPマニュアル（共著：辰巳一世、2006年8月発売、シンコーミュージック・エンタテイメント、ISBN 978-4-401-63045-5）
- 少女マンガから学ぶ恋愛学 完全恋愛必勝マニュアル（2007年2月発売、シンコーミュージック・エンタテイメント、ISBN 978-4-401-63090-5）
- よいこの君主論（共著：辰巳一世、2009年5月発売、ちくま文庫、ISBN 978-4-480-42599-7）
- 完全教祖マニュアル（共著：辰巳一世、2009年11月発売、ちくま新書、ISBN 978-4-480-06513-1）
- もしリアルパンクロッカーが仏門に入ったら（2010年10月発売、イカロス出版、ISBN 978-4-86320-369-3）
- 仁義なきキリスト教史（2014年2月発売、筑摩書房、ISBN 978-4-48089-313-0）のち文庫
- 作ってあげたいコンドームごはん（2014年9月発売、ASIN B00NP1O0PM）
- かわいい☆キリスト教のほん（2014年10月発売、イカロス出版、ISBN 9784863209343）
- 「バカダークファンタジー」としての聖書入門（2015年4月発売、イースト・プレス、ISBN 4781607985）
- リアル人生ゲーム完全攻略本（共著：至道流星、2017年10月発売、筑摩書房、ISBN 4480689893）
- 仁義なき聖書美術【旧約篇】（共著：池上英洋、2020年3月発売、筑摩書房、ISBN 978-4-480-87405-4）
- 仁義なき聖書美術【新約篇】（共著：池上英洋、2020年3月発売、筑摩書房、ISBN 978-4-480-87406-1）

### 小説
単行本
- 戦闘破壊学園ダンゲロス（2011年2月発売、講談社BOX Powers BOX、ISBN 978-4-06-283759-0）
- 飛行迷宮学園ダンゲロス―『蠍座の名探偵』―（2012年6月発売、講談社BOX Powers BOX、ISBN 978-4-06-283802-3）
- ダンゲロス1969　―（2015年10月発売、ASIN B016LDGKU8）

短編集
- 戦慄怪奇学園ダンゲロス　―（2015年9月発売、ASIN B015KYJT6Q）
- 怪傑教師列伝ダンゲロス　―（2015年9月発売、ASIN B015WMCX0U）

短編
- 天を衝く （講談社BOX『BOX-AiR』22号、2013年1月）
- 戦慄怪奇学園ダンゲロス ～這い寄る晩餐～ （講談社BOX『BOX-AiR』35号、2014年2月）
- ダンゲロスベースボール　―（2015年9月発売、ASIN B015BONLV4）

### 漫画
- 放課後ウィザード倶楽部（原作担当、作画・渡辺義彦、週刊少年チャンピオン2016年16号 - 2017年2号）
- 暴力退魔師 ド外道菩薩丸 （原作担当、作画・厳男子、週刊ヤングマガジン2016年31号 ）ヤングマガジン35周年記念 大型読み切り企画 BULLET第19弾
- こころ オブ・ザ・デッド〜スーパー漱石大戦〜（アメイジング翻案担当、原作夏目漱石、作画・目黒三吉、コミック アース・スター ）夏目漱石没後100年記念作品
- 産後HIGH DIARY
- おいしい大秘境カナダ（原作担当、作画・新井春巻 ASIN B07W7YVT5Q）
- 姫に序盤で倒される最弱魔王に転生したけど、何でもアリの万能通貨で無双します（原作担当、原作・セキモト、作画・中山かつみ、ebookjapanコミックス）
- 異世界ヤクザ〜極道ですが転移したら救世主になりました〜（原案担当、原案・セキモト、作画・溝口隆一郎、エンペラーズコミックス）
- 国立人体実験所（原作担当、春夏アキト、ロ品、田中猛、高良乱丸、Studio No.9）

### ボードゲーム
- 戦闘破壊学園ダンゲロス・ボードゲーム
- 戦闘破壊学園ダンゲロス・ボードゲーム　拡張シナリオ#1
- 戦闘破壊学園ダンゲロス・ボードゲーム　拡張シナリオ#2
- 戦闘破壊学園ダンゲロス・ボードゲーム　拡張シナリオ#3
- ダンジョン＆ダンゲロス
- 魔王大戦ブットバクラッシュ
- はいどうぞゲーム
- その案件、弊社なら１金で受けれますが？
- クソッタレ!!　世紀末モヒカン野郎300匹大行進

### 映像作品
- 「広辞苑の女」

### 連載
- 架神恭介の「よいこのサブカル論」（デイリーニュースオンライン）

### 出演
- 銭形金太郎（テレビ朝日系のバラエティー番組） ビンボーさんの一人として出演。